# کنی ناژرا
کنی ناژرا (انگلیسی: Kenny Nagera؛ زادهٔ ۲۱ فوریهٔ ۲۰۰۲) بازیکن فوتبال اهل گوادلوپ است.